# Family Ski & Snowboard
Family Ski & Snowboard è il secondo videogioco della serie Family ski, pubblicato per Wii nel 2008.
In questo seguito si può decidere se esplorare con gli sci o con lo snowboard, a differenza del precedente Family ski, in cui si potevano utilizzare solo gli sci.

## Modalità di gioco
Per sciare si può comandare degli avatar predisposti nel gioco oppure un Mii (creato nel Canale Mii). 
Le categorie di personaggi predefiniti sono: bambino o bambina, ragazzo o ragazza, padre o madre, nonno o nonna; i personaggi scelti possono essere cambiati di altezza e "larghezza" (cioè di peso), naturalmente con un limite a seconda dell'età.
Si può cambiare il proprio abbigliamento e l'attrezzatura (cioè sci, racchette, guanti, scarponi da sci o da snowboard, berretto, occhialini e maschera); se si usa un Mii l'attrezzatura sarà limitata a sci, racchette, guanti e scarponi.
Nel gioco ci sono due modalità di gioco: "Goditi la Stazione" e "Scendi dalla Montagna". Se si sceglie "Goditi la Stazione" si potrà sciare sul "Jamboree Snow Resort", ci sono ha disposizione ben 12 piste, più altre piste segrete da sbloccare. Se invece si sceglie "Scendi dalla Montagna" si potrà fare sci alpino, ovvero si potrà scendere da una montagna, dove le piste non sono segnalate o delimitate (comunque le varie zone hanno un proprio nome), quindi il terreno da percorrere è molto vasto.

## Collezione di pollici e missioni
Lo scopo del gioco è sbloccare tutti i pollici nascosti suddivisi in 10 categorie. Oltre ai pollici si devono completare anche delle missioni, che si suddividono in quelle per il Jamboree Snow Resort e quelle per il Mt. Angrio. Ogni tipo di missione necessità di un suo tempo e di un numero di “corse” da svolgere con diversi livelli di difficoltà. Esistono due tipologie di missioni: quelle in cui lo scopo è fare un favore ad un personaggio presente del gioco (consegnare nel minor tempo possibile qualcosa) e quelle in cui l’obiettivo è fare più punti possibile (gare di acrobazie, slalom etc.). Con il progressivo raccoglimento dei pollici saranno presenti nuove missioni e attrezzatura per il personaggio.

## Attrezzatura
L'attrezzatura sbloccabile è ricchissima e la maggior parte dell'attrezzatura arriva dal primo Family ski, ma ci sono molti altri abiti o attrezzature nuovi. Per sbloccarla è sufficiente arricchire la propria collezione di pollici o completare delle missioni.

## Album
Nel gioco si possono scattare molte foto in luoghi prestabiliti, basta andare vicino ad un personaggio con l'icona con una faccina e cliccare A, così si potrà scattare una foto ricordo. Ogni luogo verrà poi salvato in uno speciale album in cui saranno tenuti tutti i luoghi delle foto e verranno salvate le foto in un altro album, si possono anche scaricare sulla bacheca Wii per poi mandarle ad alcuni amici. Si può vedere anche uno "Slideshow" delle foto scattate. Ma c'è anche un altro modo per vedere le foto, bisogna scendere da una pista qualsiasi, poi mettere guarda replay e si potrà bloccare l'immagine in un punto preciso per poi scattare una foto (guarda "Replay").

## Replay
Alla fine di una discesa di una pista si può vedere il replay della discesa ripresa da un elicottero, si può vederlo da diverse angolazioni, si può rallentarlo o velocizzarlo, si può anche bloccare per scattare una foto o farlo andare avanti a piccoli scatti, cioè a "Moviola".

## Scuola di sci e snowboard
Nel menu iniziale è possibile cliccare l'icona con scritto scuola per imparare, passo dopo passo, ad andare sugli sci. La scuola si divide in due gruppi, la scuola per gli sci e la scuola per lo snowboard, ognuno si divide in altri due sottogruppi, cioè, a parte le lezioni di come scendere per la pista, c'è anche la scuola per imparare a fare le acrobazie. Ogni acrobazia effettuata durante la discesa di una pista fa guadagnare punti, ci sono anche dei punti bonus se si riesce a fare l'acrobazia e tornare sul suolo perfettamente.